# Hydroporus tuvaensis
Hydroporus tuvaensis är en skalbaggsart som beskrevs av Pederzani 2001. Hydroporus tuvaensis ingår i släktet Hydroporus och familjen dykare. Inga underarter finns listade i Catalogue of Life.